# Вениамин (певец)
Вениамин Димитров, по-известен като Вениамин, е български певец и предприемач.
Добива широка известност с участието си в телевизионното шоу „Като две капки вода“. Освен това е участвал и в други популярни телевизионни формати, като X Factor, „Гласът на България“ и „Звездите в нас“.
Извън сцената Вениамин притежава и управлява няколко заведения.